# België op het Eurovisiesongfestival 1979
Eurosong 1979 was de Belgische preselectie voor het Eurovisiesongfestival 1979, dat gehouden zou worden in de Israëlische stad Jeruzalem.
Voor 1979 had de BRT opnieuw een grootse voorronde met meerdere etappes en veel grote namen gepland. Plots kwam echter het bericht dat Micha Marah naar het Eurovisiesongfestival mocht. In vijf programma's onder de naam Eurosong 1979 zou zij een aantal nieuwe nummers voorstellen. In de eerste voorronde werden zes nummers vertolkt, waarna er tijdens elke volgende etappe één liedje afviel. In de finale bleven drie nummers over.
Micha's favoriet, het opzwepende Comment ça va, had in elke voorronde de meeste stemmen gehaald. In de finale kwamen de punten echter niet van het publiek in de zaal, maar van een jury met mediamensen. Die vonden het BRT-systeem maar niks, en kozen daarom voor Hey nana en niet voor Comment ça va. Micha Marah was razend en poogde in de dagen na de finale het nummer te laten diskwalificeren wegens plagiaat. Toen dat niet lukte, dreigde de zangeres met een boycot. Gedurende de hele repetitieweek stond achtergrondzangeres Nancy Dee steeds stand-by als invaller. Dat bleek echter niet nodig.
Micha's vrees bleek gegrond: Hey nana werd gedeeld laatste in Israël.

## Uitslag
| Plaats | Artiest     | Lied          | Punten |
| ------ | ----------- | ------------- | ------ |
| 1      | Micha Marah | Hey nana      | 96     |
| 2      | Micha Marah | Comment ça va | 83     |
| 3      | Micha Marah | Mijn dagboek  | 58     |

## In Jeruzalem
In Jeruzalem moest België aantreden als 12de net na Frankrijk en voor Luxemburg.
Na de puntentelling bleek dat Micha Marah op een gedeelde laatste plaats was geëindigd met een totaal van 5 punten.
Nederland had geen punten over voor de inzending.

### Gekregen punten

#### Finale
| 12 punten | 10 punten | 8 punten | 7 punten                           | 6 punten    |
| --------- | --------- | -------- | ---------------------------------- | ----------- |
|           |           |          |                                    |             |
| 5 punten  | 4 punten  | 3 punten | 2 punten                           | 1 punt      |
|           |           |          | - Denemarken - Verenigd Koninkrijk | - Duitsland |

### Punten gegeven door België

#### Finale
Punten gegeven in de finale:
| 12 punten | Spanje      |
| 10 punten | Ierland     |
| 8 punten  | Noorwegen   |
| 7 punten  | Denemarken  |
| 6 punten  | Frankrijk   |
| 5 punten  | Portugal    |
| 4 punten  | Duitsland   |
| 3 punten  | Nederland   |
| 2 punten  | Israël      |
| 1 punt    | Griekenland |

1956 · 1957 · 1958 · 1959 · 1960 · 1961 · 1962 · 1963 · 1964 · 1965 · 1966 · 1967 · 1968 · 1969 · 1970 · 1971 · 1972 · 1973 · 1974· 1975 · 1976 · 1977 · 1978 · 1979 · 1980 · 1981 · 1982 · 1983 · 1984 · 1985 · 1986 · 1987 · 1988 · 1989 · 1990 · 1991 · 1992 · 1993 · 1994 · 1995 · 1996 · 1997 · 1998 · 1999 · 2000 · 2001 · 2002 · 2003 · 2004 · 2005 · 2006 · 2007 · 2008 · 2009 · 2010 · 2011 · 2012 · 2013 · 2014 · 2015 · 2016 · 2017 · 2018 · 2019 · 2020 · 2021 · 2022 · 2023 · 2024 · 2025